# Microregione di Lagos
Lagos è una microregione dello Stato di Rio de Janeiro in Brasile, appartenente alla mesoregione di Baixadas Litorâneas.

## Comuni
Comprende 8 municipi:
- Araruama
- Armação dos Búzios
- Arraial do Cabo
- Cabo Frio
- Iguaba Grande
- Maricá
- São Pedro da Aldeia
- Saquarema